# Vannevar Bush Award
Der Vannevar Bush Award der National Science Foundation ist ein seit 1980 jährlich vergebener Preis für US-Amerikaner, die sich um Wissenschaft und Technologie in der Öffentlichkeit verdient gemacht haben. Er ist mit einer Medaille verbunden und nach Vannevar Bush benannt.

## Preisträger
- 1980 James R. Killian
- 1981 William O. Baker
- 1982 Lee DuBridge
- 1983 Frederick Seitz
- 1984 Roger Revelle
- 1985 Hans Bethe
- 1986 Isidor Isaac Rabi
- 1987 David Packard
- 1988 Glenn T. Seaborg
- 1989 Linus Pauling
- 1990 nicht vergeben
- 1991 James Van Allen
- 1992 Jerome Wiesner
- 1993 Norman Hackerman
- 1994 Frank Press
- 1995 Norman Ramsey
- 1996 Philip Hauge Abelson
- 1997 Guyford Stever
- 1998 Robert M. White
- 1999 Maxine Singer
- 2000 Herbert York und Norman Borlaug
- 2001 Harold E. Varmus und Lewis M. Branscomb
- 2002 Erich Bloch
- 2003 Richard C. Atkinson
- 2004 Mary L. Good
- 2005 Bob Galvin
- 2006 Charles Hard Townes und Raj Reddy
- 2007 Shirley Ann Jackson
- 2008 Norman R. Augustine
- 2009 Mildred Dresselhaus
- 2010 Bruce Alberts
- 2011 Charles M. Vest
- 2012 Leon Max Lederman
- 2013 Neal Francis Lane
- 2014 Richard A. Tapia
- 2015 James Duderstadt
- 2016 Robert J. Birgeneau
- 2017 Rita R. Colwell
- 2018 Jane Lubchenco
- 2019 Walter E. Massey
- 2020 Roderic Pettigrew
- 2021 Ralph E. Gomory
- 2023 Richard Garwin
- 2024 John L. Hennessy[1]